# NGC 6371
NGC 6371 (другие обозначения — MCG 4-41-12, ZWG 140.27, PGC 60322) — галактика в созвездии Геркулес.
Этот объект входит в число перечисленных в оригинальной редакции «Нового общего каталога».